# Bakı Futbol Klubu
El Bakı Futbol Klubu és un club azerbaidjanès de futbol de la ciutat de Bakú.

## Palmarès
- Lliga azerbaidjana de futbol: 3
  - 2005/06, 2008/09, 2011/12
- Copa azerbaidjana de futbol : 1
  - 2004/05

## Futbolistes destacats
- Alban Dragusha
- Suad Liçi
- Soso Grishikashvili
- Aleksander Rekhviashvili
- Pathé Bangoura
- Saliou Diallo
- Andrejs Stolcers
- Anatoly Ponomarev